# Gomphocarpus kaessneri
Gomphocarpus kaessneri är en oleanderväxtart som först beskrevs av Nicholas Edward Brown, och fick sitt nu gällande namn av Goyder och Nicholas. Gomphocarpus kaessneri ingår i släktet Gomphocarpus och familjen oleanderväxter. Inga underarter finns listade i Catalogue of Life.